# Hans Heinrich Maaß-Radziwill
Hans Heinrich Maaß-Radziwill, auch Hans Heinrich Maaß, (* 12. April 1936 in Bremen; † 12. August 2021 in Bremen) war ein deutscher Jurist und Gründungskanzler der Universität Bremen.

## Biografie
Maaß war der Sohn des Technischen Direktors der Atlas-Werke in Bremen. Von 1942 bis 1944 wuchs er in Pommern auf. Er absolvierte das Gerhard-Rohlfs-Gymnasium in Bremen-Vegesack, wo er in Grohn aufwuchs. Nach dem Abitur studierte er Rechtswissenschaften an der Universität Tübingen und promovierte zum Dr. jur. Seit 1955 war er Mitglied der Studentenverbindung AV Igel Tübingen.
Er war mehrere Jahre Mitarbeiter an der Landesbank Bremen bis um 1970/71.

Von 1971 bis 1983 wurde er auf Vorschlag der FDP Bremen zum Kanzler der Universität Bremen berufen. Bekannt wurde im Stern das Foto „Die Uni geht baden“ von 1975, als die Universitätsleitung gegen den Staatseinfluss am und im Teich vor der Mensa protestierte. Er schied als Kanzler im Streit mit dem zuständigen bremischen Wissenschaftssenator Horst Werner Franke (SPD) aus dem Amt (Nachfolger: Ralf Wilken) und war dann noch drei Jahre für die Universität tätig.

Zudem war er danach auch als EU-Gutachter aktiv. Er war Mitglied der FDP und kandidierte 1994 und 1999 erfolglos für das Europa-Parlament.
Er war zweimal verheiratet und hatte aus erster Ehe zwei Söhne und eine Tochter und aus zweiter Ehe mit Konstanze Radziwill (* 1947, Tochter des Malers Franz Radziwill) zwei Töchter.

## Werke
- Franz Radziwill im „Dritten Reich“. – Der andere Widerstand. Band I: Maler zwischen den Weltkriegen „Der einfache Franz Radziwill aus Dangast“. Hauschild, Bremen 1995, ISBN 3-929902-37-0
- mit Konstanze	Radziwill: Franz Radziwill. Raum und Haus. München 1987
- Die Liberale „Europäische Herausforderung“ – und Bremen? Eine notwendige Streitschrift, 1994.